# 4875 Ingalls
4875 Ingalls је астероид главног астероидног појаса чија средња удаљеност од Сунца износи 2,242 астрономских јединица (АЈ).
Апсолутна магнитуда астероида је 13,0.